# 텍사스 스타스
| 텍사스 스타스 | |
| 콘퍼런스      | 서부 콘퍼런스 |
| 디비전        | 퍼시픽 디비전 |
| 설립연도      | 1999년 |
| 해체연도      | |
| 역사          | 루이빌 팬서스 (1999년~2001년) 아이오와 스타스 (2005년~2008년) 아이오와 찹스 (2008년~2009년) 텍사스 스타스 (2009년~현재) |
| 경기장        | H-E-B 센터 앳 시더 파크                                                                                                 |
| 연고지        | 텍사스주 시더파크 |
| 상징색        | 빅토리 그린, 은, 검정, 하양                                                                                             |
| 구단주        | 톰 가글라디 |
| 단장          | 스캇 화이트 |
| 감독          | 데릭 랙스달 |
| NHL 제휴      | 댈러스 스타스 |
| ECHL 제휴     | 아이다호 스틸헤즈 |
| 정규시즌 우승 | 1 (2014) |
| 콘퍼런스 우승 | 2 (2010, 2014) |
| 디비전 우승   | 2 (2013, 2014) |
| 칼더 컵       | 1 (2014) |
| 영구 결번     | - |

텍사스 스타스(Texas Stars)는 미국 텍사스주 시더파크를 연고지로 하는 AHL의 서부 콘퍼런스 퍼시픽 디비전 소속 아이스 하키팀이다.

## 역대 홈경기장
| 텍사스 스타스           |             |          |                   |                                |
| 경기장                  | 사용기간    | 수용인원 | 장소              | 비고                           |
| H-E-B 센터 앳 시더 파크 | 2009년~현재 | 6,863명  | 텍사스주 시더파크 | 시더 파크 센터 (2009년~2016년) |